# Bröckau
Bröckau este o comună din landul Saxonia-Anhalt, Germania.